# Марі-Тойдаково
Марі́-Тойда́ково (рос. Мари-Тойдаково, марій. Тойсола) — присілок у складі Кілемарського району Марій Ел, Росія. Входить до складу Широкундиського сільського поселення.

## Населення
Населення — 29 осіб (2010; 32 у 2002).
Національний склад (станом на 2002 рік):
- марі — 84 %